# Alte Synagoge (Potsdam)

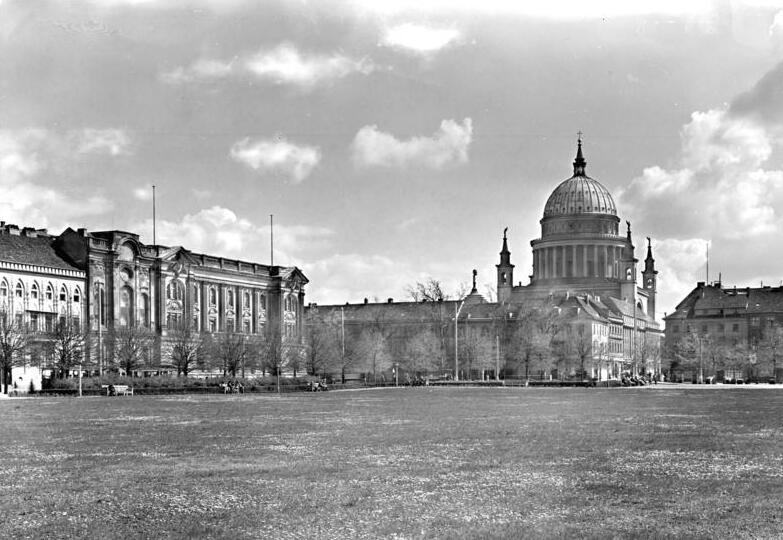
Potsdamer Synagoge am Wilhelmplatz, ganz links, neben dem Hauptpostgebäude, 1945

Die Alte Synagoge in Potsdam wurde 1900 bis 1903 nach Entwürfen des Architekten Otto Kerwien erbaut und am 17. Juni 1903 eingeweiht. Die Synagoge wurde am Ende des Zweiten Weltkriegs zerstört. Nach dem Abbruch ihrer Ruine in den 1950er Jahren erfolgte die Neubebauung der Fläche mit Wohnhäusern.

## Geschichte

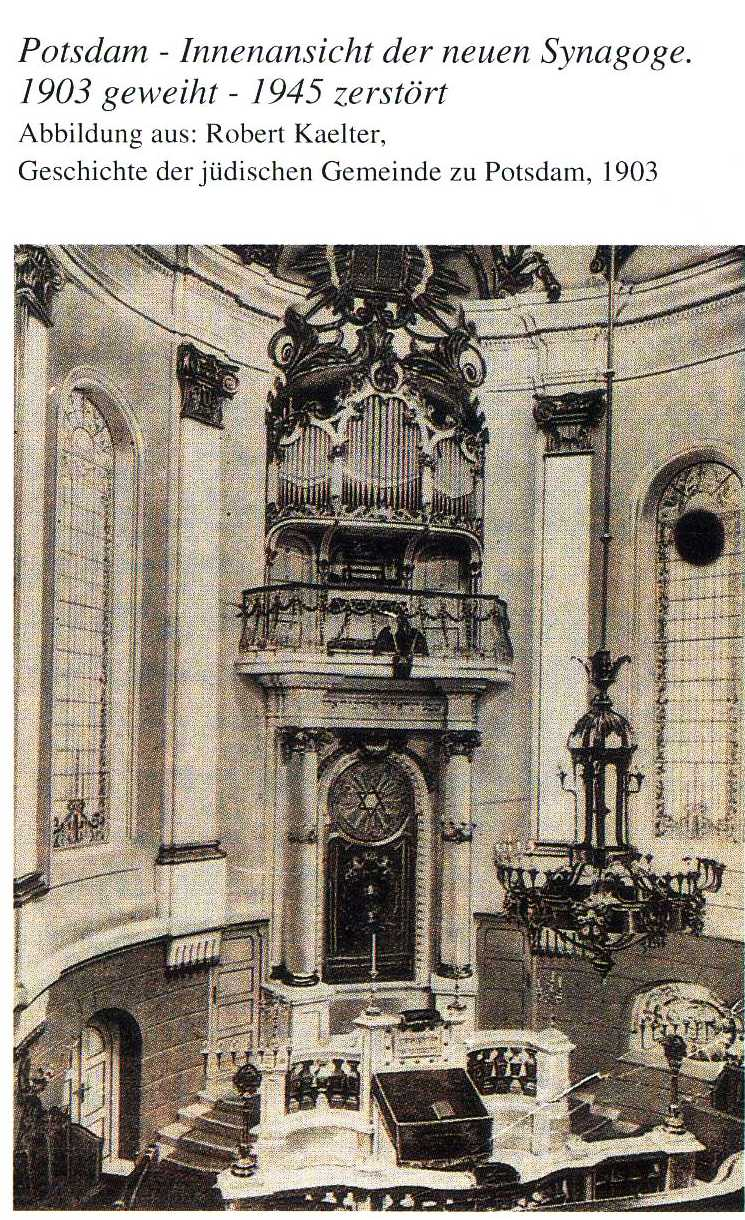
Alte Synagoge Potsdam
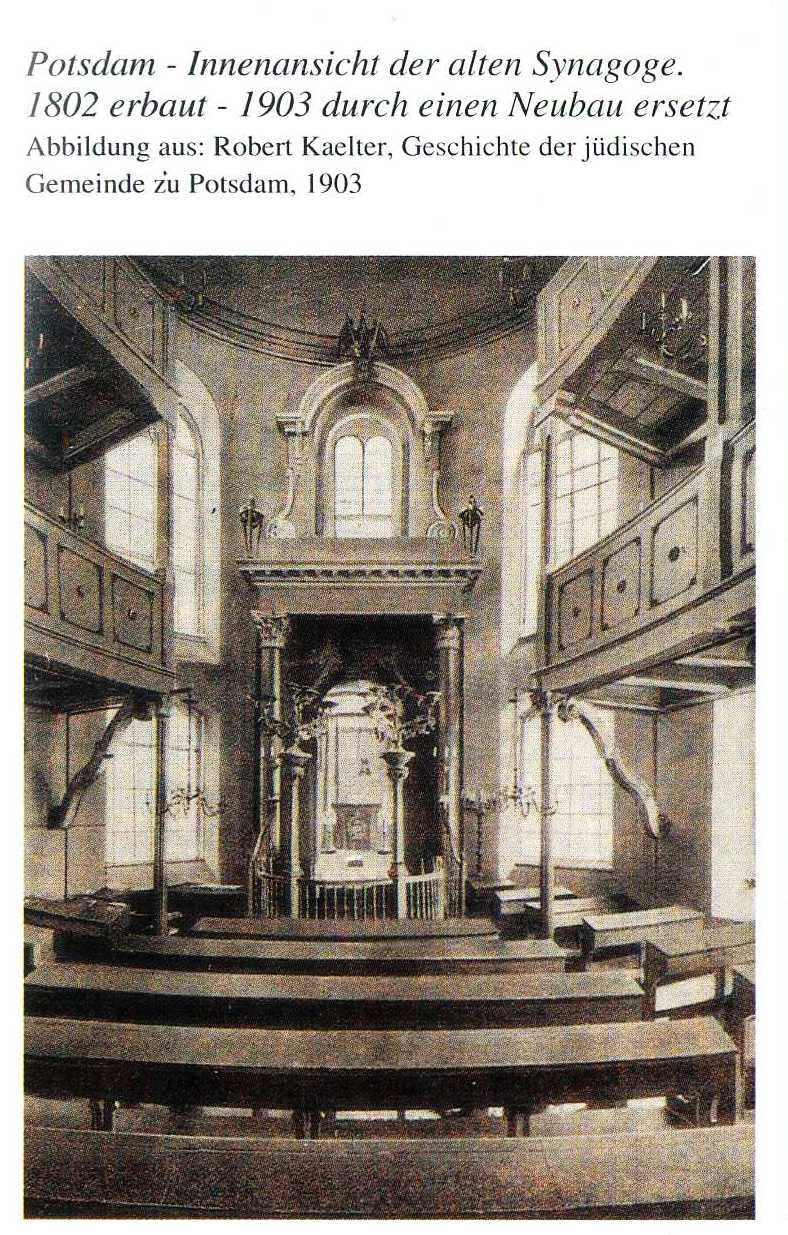
Synagoge von 1802

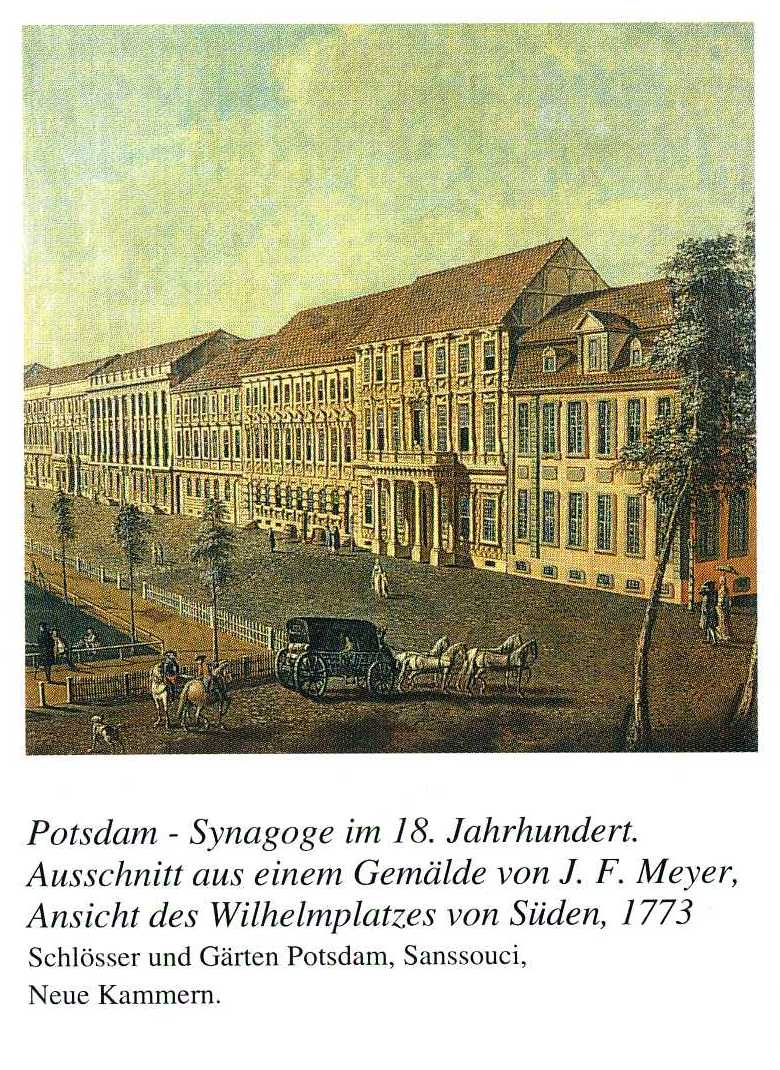
Synagoge von 1768

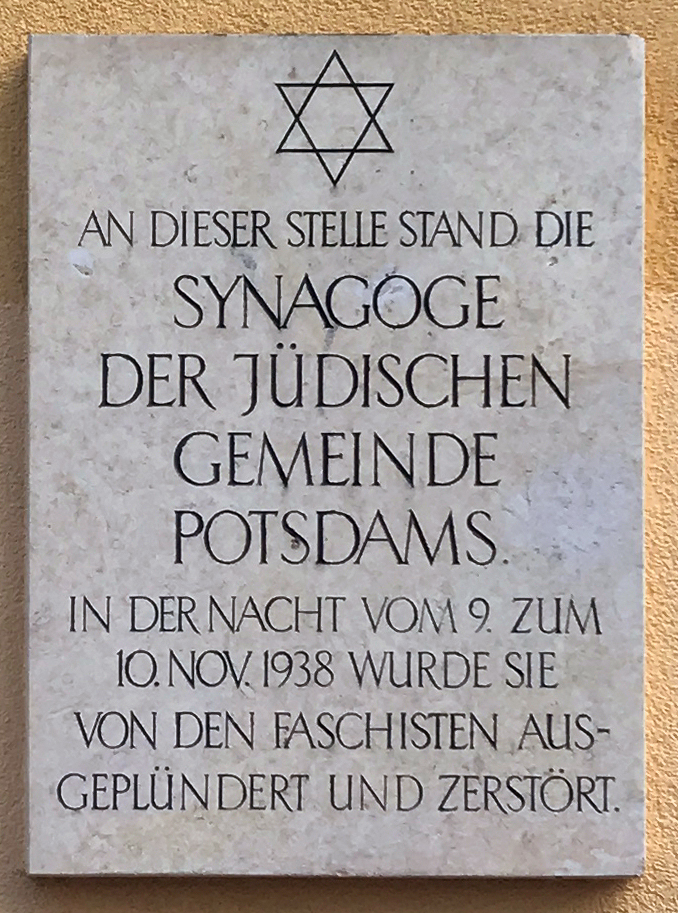
Gedenktafel

Die jüdische Gemeinde Potsdam zählte 1801 32 Familien. Im Jahr 1802 wurde die erste Synagoge Potsdams aus dem Jahr 1768 am Wilhelmplatz umgebaut, wobei der Dekorations- und Vedutenmaler Johann Friedrich Meyer die erste Synagoge in einem Gemälde aus dem Jahr 1773 dargestellt hat. Das Gemälde hängt in den Neuen Kammern in Sanssouci. 1895 zählte die Gemeinde bereits 489 Mitglieder, als sie sich 1898 dazu entschloss, einen Neubau an Stelle der Vorgängerbauten zu errichten. Der erste Entwurf für den Neubau sah einen Sakralbau in neoromanischem Baustil vor, den jedoch Kaiser Wilhelm II. ablehnte. So entstand der Neubau im Stil des Neobarock mit einer Fassade aus rotem Buntsandstein. 154 Männerplätze, 162 Frauenplätze und 6 Amtssitze zählte die Synagoge, die jüdische Gemeinde hatte 1925 600 Mitglieder.
Die Inneneinrichtung der alten Synagoge in Potsdam wurde beim Novemberpogrom 1938 zerstört, aber wegen des benachbarten Postamts wurde die Synagoge nicht Opfer einer Brandstiftung. Die Post übernahm das intakte Gebäude und benutzte die Synagoge als Posthörsaal bis zur schweren Beschädigung beim Luftangriff auf Potsdam am 14. April 1945. 1954 erfolgte der Abbruch der Ruine, und anschließend entstanden neue Wohnhäuser an der Nordseite des Platzes der Einheit. Heute leben in Potsdam wieder etwa 800 Bürger jüdischen Glaubens. Etwa 395 sind in der Gemeinde vertreten. Etwa 70 Prozent der Mitglieder der Gemeinde sind über 60 Jahre alt.
Eine Gedenktafel am Haus auf dem Synagogengelände erinnert an das jüdische Gotteshaus:

„An dieser Stelle stand die Synagoge der Jüdischen Gemeinde Potsdams. In der Nacht vom 9. zum 10. November 1938 wurde sie von den Faschisten ausgeplündert und zerstört.“